# Torstein Bugge Høverstad

Torstein Bugge Høverstad, född 18 juni 1944 i Narvik, är en norsk översättare, författare och poet.
Han debuterade 1967 med diktsamlingen Astrokart. 1969 gav han ut Økonomipakken Ngstskrk, en samling tidsanalytiska och samhällskritiska texter. 1973 publicerades diktsamlingen Bjørnen om vinteren, och 1978 Lupus Vulgaris.
Som översättare är Høverstad mest känd för sitt arbete med J. K. Rowlings Harry Potter-romaner och J.R.R. Tolkiens Sagan om ringen, men han har även översatt flera pjäser av Shakespeare.

## Priser och utmärkelser
- 1990 – Riksmålsförbundets barn- och ungdomsbokspris[1]
- 1997 – Kultur- och kyrkodepartementets översättarpris, för översättningen av Philip Pullmans Guldkompassen[2]
- 2000 – Bastianpriset, för översättningen av J. K. Rowlings Harry Potter och de vises sten[3]
- 2007 – Bokklubbens skönlitterära översättarpris[4]
- 2007 – Kultur- och kyrkodepartementets översättarpris, för översättningen av Harry Potter-böckerna[2]
- 2010 – Den norska akademiens pris[5]